# Zambia na Letnich Igrzyskach Olimpijskich 2024
Zambia na Letnich Igrzyskach Olimpijskich 2024 – występ kadry sportowców reprezentujących Zambię na igrzyskach olimpijskich, które odbyły się w Paryżu we Francji, w dniach 26 lipca – 11 sierpnia 2024.
Reprezentacja Zambii liczyła trzydzieścioro dwoje zawodników - dwadzieścia trzy kobiety i dziewięciu mężczyzn, którzy wystąpili w 5 dyscyplinach.
Był to piętnasty start Zambii na letnich igrzyskach olimpijskich.

## Zdobyte medale
Zambijczycy zdobyli jeden medal - brąz biegacza Muzali Samukongi. Był to drugi najlepszy wynik w dotychczasowej historii startów tego państwa na letnich igrzyskach olimpijskich i najlepszy występ od igrzysk w Atlancie 1996, gdzie Zambijczycy poprzedni raz zdobyli medal olimpijski.
| Data       | Medal | Zawodnik         | Dyscyplina    | Konkurencja          |
| ---------- | ----- | ---------------- | ------------- | -------------------- |
| 7 sierpnia | Brąz  | Muzala Samukonga | Lekkoatletyka | bieg na 400 mężczyzn |

## Reprezentanci

### Boks
| Zawodnik          | Konkurencja | 1/16             | 1/8              | Ćwierćfinał          | Półfinał         | Finał            | Finał   | Źródło |
| Zawodnik          | Konkurencja | Przeciwnik Wynik | Przeciwnik Wynik | Przeciwnik Wynik     | Przeciwnik Wynik | Przeciwnik Wynik | Miejsce | Źródło |
| ----------------- | ----------- | ---------------- | ---------------- | -------------------- | ---------------- | ---------------- | ------- | ------ |
| Patrick Chinyemba | -51 kg (m)  | BYE              | Panghal W 4–1    | Varela de Pina P 0-5 | NQ               | NQ               | 5.      | [ 1 ]  |
| Margaret Tembo    | -50 kg (k)  | Kaivo-oja P 0-5  | NQ               | NQ                   | NQ               | NQ               | 17.     | [ 2 ]  |

### Judo
| Zawodnik   | Konkurencja | 1/16             | 1/8              | Ćwierćfinał      | Półfinał         | Repasaże         | Finał / 3. miejsce | Finał / 3. miejsce | Źródła |
| Zawodnik   | Konkurencja | Przeciwnik Wynik | Przeciwnik Wynik | Przeciwnik Wynik | Przeciwnik Wynik | Przeciwnik Wynik | Przeciwnik Wynik   | Pozycja            | Źródła |
| ---------- | ----------- | ---------------- | ---------------- | ---------------- | ---------------- | ---------------- | ------------------ | ------------------ | ------ |
| Simon Zulu | -60 kg (m)  | Kim P 00–10      | NQ               | NQ               | NQ               | NQ               | NQ                 | NQ                 | [ 3 ]  |

### Lekkoatletyka
| Zawodnik | Konkurencja            | Runda 1 | Runda 1 | Runda 2 | Runda 2 | Półfinał | Półfinał | Finał   | Finał   | Źródło      |
| Zawodnik | Konkurencja            | Wynik   | Miejsce | Wynik   | Miejsce | Wynik    | Miejsce  | Wynik   | Miejsce | Źródło      |
| --- | ---------------------- | ------- | ------- | ------- | ------- | -------- | -------- | ------- | ------- | ----------- |
| Muzala Samukonga | bieg na 400 m (m)      | 44.56   | 1. Q    | —       | —       | 43.81    | 2. Q     | 43.74   | brąz    | [ 4 ]       |
| Kennedy Luchembe, Chanda Mulenga, Patrick Kakozi Nyambe, Muzala Samukonga, Sitali Kakene (rez.), Thomson Mbewe (rez.) | sztafeta 4 × 400 m (m) | 3:00.08 | 5. q    | —       | —       | —        | —        | 3:02.76 | 8.      | [ 5 ] [ 6 ] |

### Piłka nożna

#### Turniej kobiet
Skład
- Catherine Musonda
- Diana Banda
- Lushomo Mweemba
- Esther Siamfuko
- Pauline Zulu
- Rhoda Chileshe
- Misozi Zulu
- Ochumba Lubandji
- Kabange Mupopo
- Grace Chanda
- Barbra Banda
- Avell Chitundu
- Martha Tembo
- Prisca Chilufya
- Hellen Chanda
- Esther Muchinga
- Racheal Kundananji
- Ngambo Musole
- Racheal Nachula
- Mary Wilombe

Trener:  Bruce Mwape
| Konkurencja | Faza grupowa            | Faza grupowa     | Faza grupowa     | Faza grupowa | Ćwierćfinały     | Półfinały        | Finał /mecz o 3. miejsce | Pozycja | Źródło |
| Konkurencja | Przeciwnik Wynik        | Przeciwnik Wynik | Przeciwnik Wynik | Pozycja      | Przeciwnik Wynik | Przeciwnik Wynik | Przeciwnik Wynik         | Pozycja | Źródło |
| ----------- | ----------------------- | ---------------- | ---------------- | ------------ | ---------------- | ---------------- | ------------------------ | ------- | ------ |
| kobiety     | Stany Zjednoczone P 0–3 | Australia P 5–6  | Niemcy P 1–4     | 4.           | NQ               | NQ               | NQ                       | 12.     | [ 7 ]  |

### Pływanie
| Zawodnik        | Konkurencja           | Eliminacje | Eliminacje | Półfinał | Półfinał | Finał | Finał | Źródło |
| Zawodnik        | Konkurencja           | Czas       | Poz.       | Czas     | Poz.     | Czas  | Poz.  | Źródło |
| --------------- | --------------------- | ---------- | ---------- | -------- | -------- | ----- | ----- | ------ |
| Mia Phiri       | 50 m st. dowolnym (k) | 26.49      | 32.        | NQ       | NQ       | NQ    | NQ    | [ 8 ]  |
| Damien Shamambo | 50 m st. dowolnym (m) | 24.09      | 48.        | NQ       | NQ       | NQ    | NQ    | [ 9 ]  |